# Un terceto peculiar
Un terceto peculiar es una película cómica argentina, cuyos protagonistas principales son Susana Giménez, Jorge Porcel y Moria Casán, estrenada el 4 de marzo de 1982. La película tiene como escenario principal el Palacio Sans Souci, ubicado en la localidad de Victoria, Partido de San Fernando, Provincia de Buenos Aires.

## Argumento
Un director de películas pornográficas (Javier Portales) manda a alquilar por un mes una casona para filmar con una estrella internacional (Moria Casán), tarea que delega en su asistente Jorge (Jorge Porcel). Jorge, pensando que la estrella no llegaría hasta dentro de un par de semanas, presta la casa a una amiga (Susana Giménez) ya que esta tiene que impresionar a su prometido que viene de España (Juan Carlos Dual) y a sus padres. debido a que les dijo que es millonaria. La estrella internacional adelanta su llegada y los usos planificados para la casa se superpones, generando gran número de situaciones hilarantes y malentendidos.

## Elenco
- Susana Giménez ... Susana Sanguinetti
- Jorge Porcel ... Jorge
- Moria Casán ... Sonia Dupont
- Javier Portales ... Sergio Sefirulo
- Juan Carlos Dual ... Federico
- Germán Kraus ... Daniel
- Fernando Iglesias (Tacholas) ... Aníbal
- Miguel Jordán ... Patricio Del Río
- Marisa Herrero ... Amanda
- Eloísa Cañizares ... Socorro
- Cristina Allende ... Liliana
- Analía Roy
- Julio Fedel ... Asistente de dirección
- Semillita ... Pancho
- León Sarthié ... Sr. Rossi
- Nora Cash
- Alejandra Aquino ... Luz (maquilladora)
- Juan Carlos García
- Nancy Maspero
- Alberto Olmedo (hace un cameo).